# Sérgio Coelho
Sérgio Coelho (Lisboa, 1940) é um arquiteto português.

## Biografia
Licenciou-se em Arquitetura pela Escola Superior de Belas Artes de Lisboa em 1974

## Autor
Destacam-se entre os seus projetos arquitetónicos, os seguintes:
- Cabo Verde: Secretariado Administrativo em Pedra Badejo

Residência para Convidados Oficiais, Ilha do Sal
- Angola, Luanda
- Moçambique, Maputo - Faculdade de Ciências Básicas - Universidade Eduardo Mondlane

## Prémios
- Edifício no cruzamento da Rua Castilho n.º 223-233 com a Rua D. Francisco Manuel de Melo n.º 2 a 8 (projecto conjunto com Manuel Salgado e Penha e Costa - Prémio Valmor, 1980.